# Panama-Nektarfledermaus
Die Panama-Nektarfledermaus (Lonchophylla concava) ist ein mit mehreren disjunkten Populationen in Mittel- und Südamerika verbreitetes Fledertier in der Gattung der Nektarfledermäuse. Die Populationen wurden ursprünglich als eine neue Form der Lanzen-Nektarfledermaus (Lonchophylla mordax) betrachtet, die zusätzlich weit von der Typlokalität dieser Art entfernt lebt. Im Jahr 1914 erfolgte die Klassifizierung als Art. Der Artzusatz im wissenschaftlichen Namen ist aus dem lateinischen Wort concavus (konkav) gebildet. Er bezieht sich auf ein nach innen gewölbtes Detail des Schädels.

## Merkmale
Mit einer Kopf-Rumpf-Länge von 46 bis 65 mm, einem 6 bis 10 mm langem Schwanz und einem Gewicht von 7 bis 9 g ist die Art eine kleine Fledermaus. Sie hat 32 bis 34 mm lange Unterarme, Hinterfüße von 9 bis 12 mm Länge und 13 bis 17 mm lange Ohren. Die Haare der Oberseite sind grau an der Wurzel und rotbraun an den Spitzen, was ein dunkles rotbraunes Aussehen erzeugt. Unterseits ist graubraunes Fell vorhanden. Typisch für den Kopf sind eine lange Schnauze mit hervorstehendem Unterkiefer, ein Nasenblatt mit einem langen lanzenförmigen Aufsatz und mit einer hufeisenförmigen Grundform, die mit der Oberlippe verwachsen ist. Die Behaarung setzt sich in Körpernähe auf den Unterarmen fort. Bei der Thomas-Nektarfledermaus (Hsunycteris thomasi) und bei den Vertretern der Gattung Glossophaga sind die oberseitigen Haare an der Basis weiß.

## Verbreitung und Lebensweise
Diese Fledermaus ist aus dem südwestlichen Costa Rica, aus Panama, aus dem Bergland Kolumbiens und aus dem westlichen Ecuador bekannt. Sie lebt im Flachland und in mittleren Gebirgen bis 1000 Meter Höhe. Die Panama-Nektarfledermaus hält sich in ursprünglichen und bewirtschafteten feuchten Wäldern auf.
Die Art ruht am Tage in Höhlen und sucht in der Nacht nach Pollen und Nektar, die mit verschiedenen Schmetterlingen komplettiert werden.

## Gefährdung
Die Wälder der Region verschwinden teilweise aufgrund von Forstwirtschaft, Etablierung von Ackerland und Bergbau sowie durch bewaffnete Konflikte. Vermutlich ist das Anpassungsvermögen dieser Fledermaus gut entwickelt. Die IUCN listet sie als nicht gefährdet (least concern).